# C-Klothoide

Die C-Klothoide im Lageplan

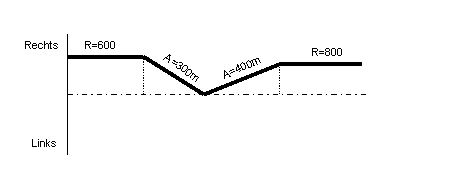
Krümmungsband der C-Klothoide

Die C-Klothoide (auch C-Linie) ist eine Entwurfselementenfolge bei der Trassierung von Straßen und Bahnstrecken. Der Name leitet sich vom C-förmigen Verlauf der Achse im Lageplan ab. Die C-Klothoide entsteht, wenn gleichsinnig gekrümmte Klothoiden in ihrem Ursprung zusammenstoßen. Dies erweckt den Eindruck einer Zwischengeraden zwischen zwei gleichsinnig gekrümmten Kreisbögen. Aufgrund der ungünstigen Linienführung und dem daraus resultierenden höherem Risiko für die Verkehrssicherheit ist die C-Klothoide zu vermeiden. Besser ist die Verwendung von zwei flachen  Eiklothoiden.